# Bernard Falkenberský
Bernard Falkenberský († 1455) byl opolský, falkenberský a střelecký kníže z rodu slezských Piastovců.
Byl synem Boleslava III., opolského knížete a Anny neznámého rodu. Jelikož jeho strýc Vladislav II. Opolský konspiroval proti polskému králi Vladislavovi II. Jagellovi, byl roku 1396 donucen přenechat faktickou vládu nad Opolským knížectvím svým synovcům, tedy i Bernardovi. Ten obdržel jako svůj úděl Falkenberské a Střelecké knížectví. Po smrti českého krále Zikmunda Lucemburského byl koncem května 1438 prohlášen svými straníky v Mělníku českým králem Kazimír IV. Jagellonský jako protikrál k Zikmundovu zeti Albrechtu Habsburskému. Za této situace Kazimír vytáhl do Slezska, kde 6. října 1438 ve vojenském táboře u Střelců uzavřel s opolskými knížaty, mezi nimiž se Bernard nacházel, smlouvu o respektování polských nároků na český trůn. Přesto po vpádu Uhrů do Polska a následném stažení se Kazimíra holdoval Bernard Albrechtovi Habsburskému. Po jeho náhlé smrti a po zvolení Ladislava Pohrobka českým králem se přesto opět přimkl k polské straně.